# Divided by Numbers
Divided by Numbers is de eerste ep van de Nederlands-Duitse metalformatie End of April. De ep werd uitgebracht in 2003 door het Nederlandse nu-metallabel Seamiew Records en opgenomen in de ProCore Studios in Troisdorf, Duitsland.

## Tracklist
1. Divided (met Sarah Against van Girls on Fire)
2. Venom
3. Scene Circus
4. Deepend
5. Running with the Devil (Part 2) (met Falo3000)
6. Picking the Lock

## Trivia
- Divided werd ook uitgebracht op het album If I Had a Bullet for Everyone...
- Venom begint met een intro van bewerkt filmgeluid van Al Pacino.